# Stress hydrique (écologie)
Pour les articles homonymes, voir stress hydrique.

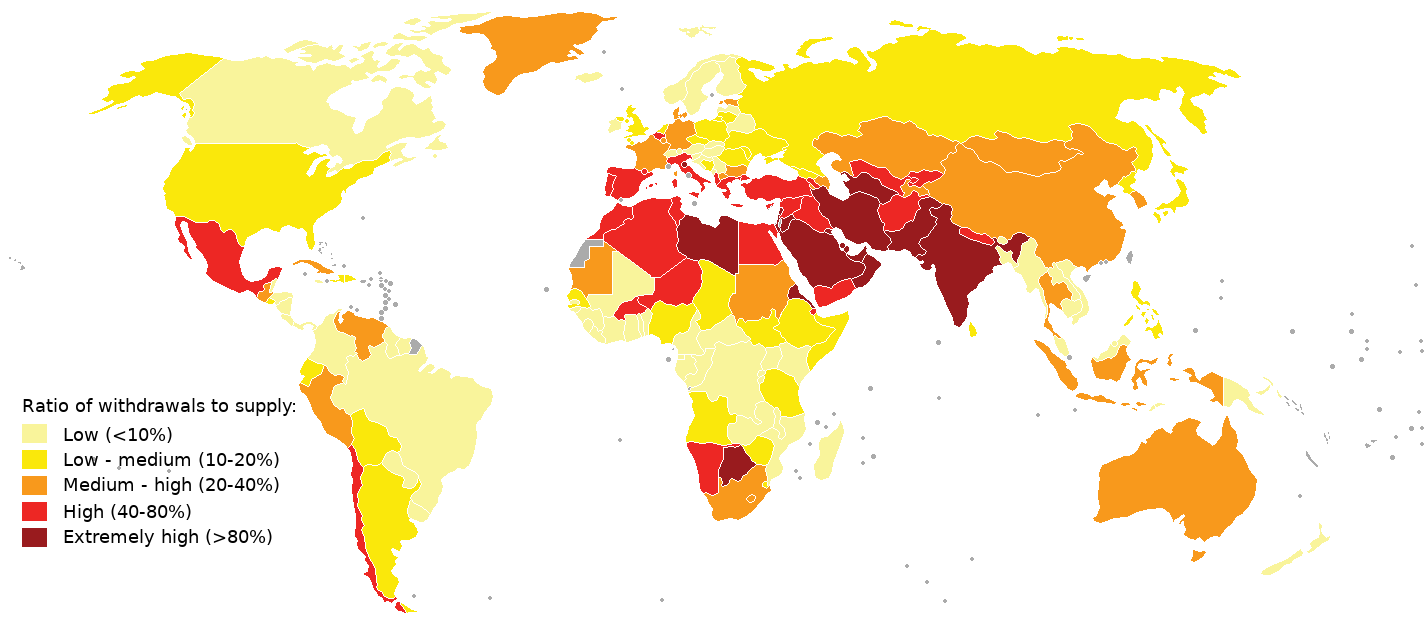
Niveau de stress hydrique, par pays, en 2019 (carte établie par le World Resources Institute).

Un stress hydrique, qui peut également être une pénurie d'eau, est une situation dans laquelle la demande en eau dépasse les ressources en eau disponibles.
Le manque d’eau dans le monde repose essentiellement sur le déséquilibre géographique et temporel entre la demande et la disponibilité en eau douce,.
Plus d'une personne sur six dans le monde souffre de stress hydrique, ce qui signifie qu'elle n'a pas suffisamment accès à de l'eau potable. Les principales causes du manque d'eau sont liées à l'interférence humaine avec le cycle de l'eau.[réf. nécessaire]
Les pays du Proche-Orient, du Moyen-Orient, d'Afrique et de l'Asie sont considérablement touchés par ce phénomène.
Selon les Nations unies, les deux tiers de la population mondiale vivront en situation de stress hydrique en 2025.

## Généralités

### Définitions et mesures

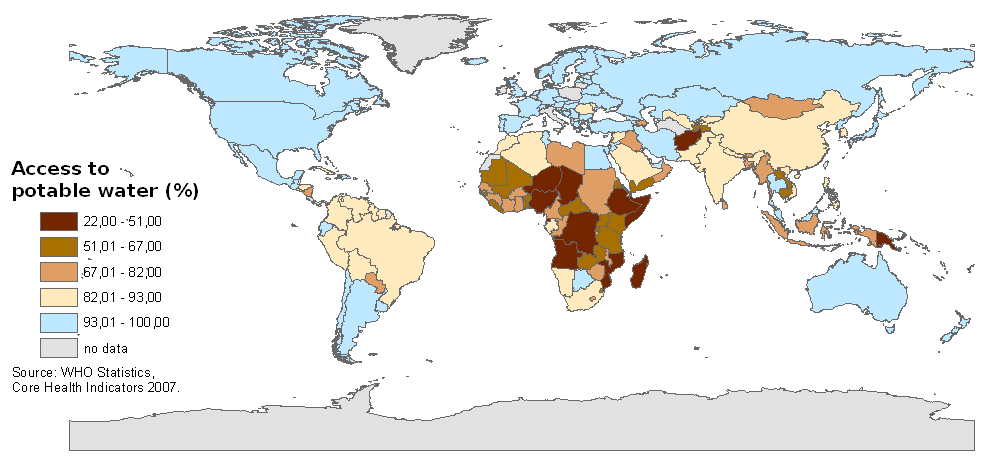
Population ayant accès à l'eau potable en 2007.

Une pénurie d'eau ou un stress hydrique est une situation dans laquelle la demande en eau dépasse les ressources en eau disponibles, dans une zone géographique déterminée.
Le stress hydrique peut se mesurer en pourcentage, en faisant le rapport entre le besoin en eau et les ressources disponibles. Celui-ci peut atteindre ou excéder les 100 %.
L'indicateur de Falkenmark mesure quant à lui, les zones touchées par le « manque d'eau » selon la quantité d'eau disponible par habitant et par an (m3/hab/an).
Celles dont la disponibilité en eau par an et par habitant est inférieure à 1 700 m3/hab/an, sont considérées en situation de "stress hydrique" (en tension mais sans manque important). Il s'agit principalement des zones arides.
Entre 1 700 et 1 000 m3/hab/an, on parle alors de pénurie d'eau (qui peuvent être périodiques ou limitées). Lorsqu'une région fait moins de 1 000 m3/hab/an, cette région est alors confrontée à la rareté de l'eau.
Les pays du Proche-Orient, du Moyen-Orient, d'Afrique et de l'Asie sont considérablement touchés par ce phénomène.
Exemple de zones particulièrement touchées par ce phénomène : la grande plaine de Chine du Nord, au Pendjab en Inde/Pakistan.

### Causes

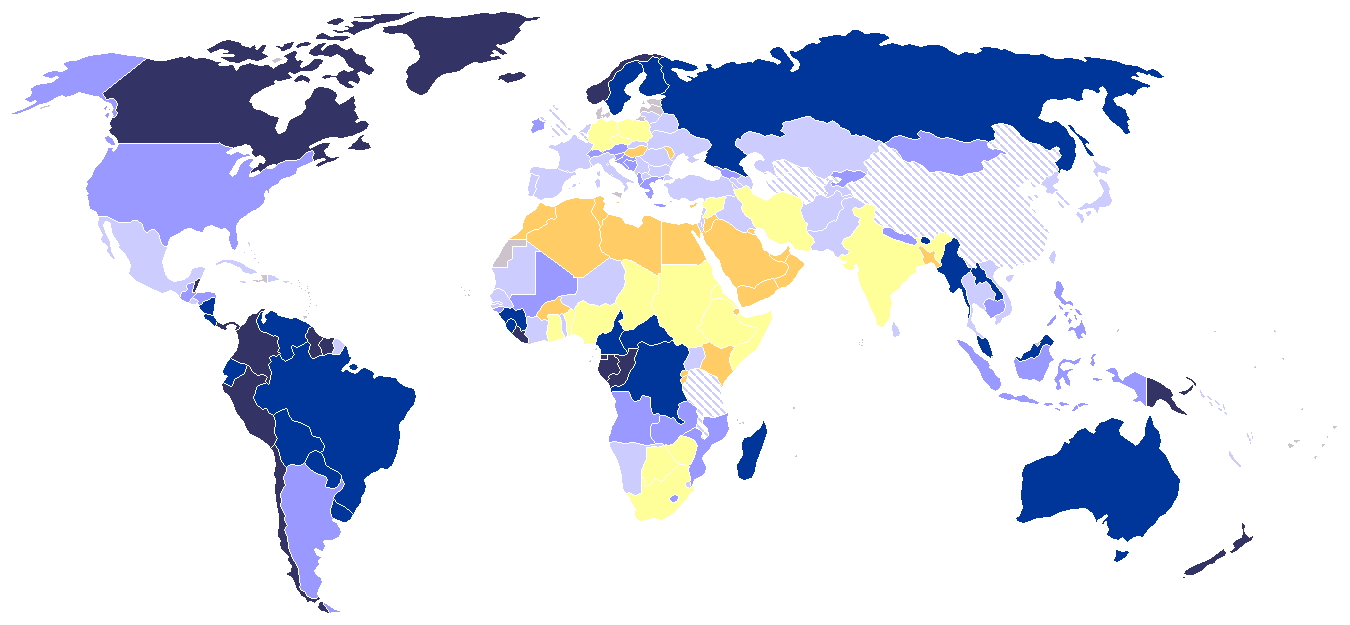
Disponibilité en eau douce dans le monde (2000).

Dans plusieurs régions du monde, la pression sur l'eau est de plus en plus forte, en raison des prélèvements faits par l'Homme dans les eaux superficielles ou des nappes souterraines, qui augmentent, mais également en raison des sécheresses de plus en plus longues par le réchauffement climatique qui perturbe le cycle de l'eau.
Seulement 0,014 % de toute l'eau sur Terre est à la fois fraîche et facilement accessible (eau potable), 97 % de l'eau restante est saline ou saumâtre et un peu moins de 3 % est difficile d'accès. Techniquement, il y a une quantité suffisante d'eau douce à l'échelle mondiale. 
Cependant, en raison de la répartition inégale (exacerbée par le changement climatique) entraînant des zones géographiques très humides et très sèches, ainsi qu'une forte augmentation de la demande mondiale en eau douce au cours des dernières décennies, entraînée par l'industrie, l'humanité est confrontée à une crise de l'eau.
L’augmentation de la population mondiale, l’amélioration du niveau de vie, la modification des modes de consommation et l'expansion de l'agriculture irriguée sont les principaux moteurs de la demande mondiale croissante en eau,. Les changements climatiques, tels que la modification des régimes climatiques (sécheresses ou inondations, par exemple), la déforestation, la désertification, la pollution accrue, les gaz à effet de serre et le gaspillage de l'eau peuvent entraîner un approvisionnement insuffisant.

### Conséquences actuelles
Ce phénomène touche tous les continents et a été classé en 2019 par le Forum économique mondial comme l'un des plus grands risques mondiaux en termes d'impact potentiel pour la prochaine décennie. Elle se manifeste par une satisfaction partielle ou non de la demande exprimée, une compétition économique pour la quantité ou la qualité de l'eau, des conflits entre utilisateurs, un épuisement irréversible des eaux souterraines et des impacts négatifs sur l'environnement.
En 2019, selon le World Resources Institute, 17 pays, dont l'Inde, la plupart des pays du Moyen-Orient et le Mexique, ont une probabilité de stress hydrique « extrêmement élevée », car plus de 80 % de la ressource disponible chaque année en surface et dans les nappes phréatiques y est pompée pour être consommée ; ils regroupent près du quart de la population mondiale, soit 1,7 milliard de personnes sur 7,6 milliards. 27 autres pays, dont plusieurs pays d'Amérique latine et la plupart des pays méditerranéens (Italie, Espagne, Grèce, Maroc, etc), ont une probabilité de stress hydrique « élevée », car 40 % à 80 % de la ressource en eau disponible y est prélevée.
Plus d'une personne sur six dans le monde souffrait de stress hydrique en 2006, ce qui signifie qu'elle n'a pas suffisamment accès à de l'eau potable. Les personnes souffrant de stress hydrique représentent 1,1 milliard de personnes dans le monde et vivent dans des pays en développement.
Un tiers de la population mondiale (2 milliards d’habitants) vit dans des conditions de grave pénurie d’eau au moins un mois par an,,,. Un demi milliard de personnes dans le monde font face à une grave pénurie d’eau tout au long de l’année La moitié des plus grandes villes du monde connaissent une pénurie d'eau. Au début des années 2020, selon le GIEC, environ deux milliards de personnes dans le monde n’ont pas accès à l’eau potable et près de la moitié de la population mondiale connaît de graves pénuries d’eau pendant au moins une partie de l’année.
Au niveau mondial et sur une base annuelle, suffisamment d’eau douce est disponible pour répondre à cette demande, mais les analyses spatiales et temporelles de la demande et de la disponibilité de l’eau sont importantes, ce qui entraîne une pénurie d’eau (physique) dans plusieurs régions du monde pendant des périodes spécifiques de l'année.
La rareté varie dans le temps en raison de la variabilité hydrologique naturelle, mais encore plus en fonction des approches en vigueur en matière de politique économique, de planification et de gestion. On peut s’attendre à ce que la pénurie s’intensifie avec la plupart des formes de développement économique, mais si elle est correctement identifiée, bon nombre de ses causes peuvent être prédites, évitées ou atténuées.

### Perspectives et anticipations

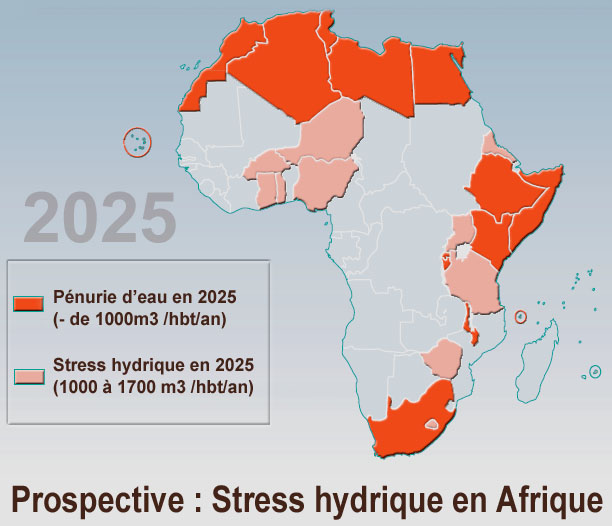
Perspective de pénurie d'eau en Afrique en 2025.

L'ONU estime qu'en 2025, 25 pays africains devraient souffrir de pénurie d'eau ou de stress hydrique.
Et si les tendances actuelles se maintiennent, on estime qu'à l'horizon 2030, la demande devrait dépasser l'offre de 40 %, autrement dit plus de 60 % de la population mondiale pourrait subir une pénurie d'eau,.

### Solutions possibles
Certains pays ont déjà prouvé qu'il était possible de dissocier l'utilisation de l'eau de la croissance économique. Par exemple : en Australie, entre 2001 et 2009, la consommation d’eau a diminué de 40 % ; alors que l’économie a enregistré une croissance supérieure à 30 %.
Selon le Groupe international d'experts sur les ressources de l'ONU, les gouvernements ont généralement beaucoup investi dans des solutions largement inefficaces, des grands projets tels que : barrages, canaux, aqueducs, pipelines et réservoirs d'eau ; qui ne sont généralement ni durables du point de vue environnemental, ni économiquement viables.
Le moyen le plus rentable de dissocier l'utilisation de l'eau de la croissance économique (selon le groupe scientifique) serait pour les gouvernements de créer des plans globaux de gestion de l'eau qui prendraient en compte l'ensemble du cycle de l'eau : depuis sa source jusqu'à sa distribution, son utilisation économique, son traitement et son recyclage, sa réutilisation et son retour à l'environnement.
Les solutions les plus évidentes à ce problème mondiale semblent :
- La construction d'usines de retraitement des eaux usées. Cependant, les systèmes de traitement des eaux usées ont des coûts importants d'installation et de maintenance, ce qui limite l’accès à ces techniques dans certaines régions. Autre frein à la résolution de ce problème, la croissance démographique rapide de nombreux pays en fait une course difficile à gagner.
- La réduction des surexploitation des eaux souterraines. Toutefois, réduire la surexploitation des eaux souterraines est généralement impopulaire du point de vue politique et peut avoir des conséquences majeures sur l'agriculture (réduction inévitable de la production agricole, ce que le monde peut difficilement se permettre compte tenu de la population actuelle).

À des niveaux plus réalistes, les pays en développement peuvent s’efforcer d’effectuer un traitement primaire des eaux usées ou des systèmes septiques sécurisés, et analyser soigneusement la conception des exutoires d’eaux usées afin de minimiser les impacts sur l’eau potable et les écosystèmes.
Les pays développés peuvent non seulement mieux partager la technologie, ce qui inclut les coûts de traitement des eaux usées et les systèmes de traitements des eaux usées, mais aussi dans la modélisation du transport hydrologique.

#### Solutions à faible technologie
Un certain nombre d’entreprises ont recours à diverses solutions locales à faible contenu technique. Ces efforts portent principalement sur l’utilisation de l’énergie solaire pour distiller de l’eau à des températures légèrement inférieures à celles où l’eau bout. En développant la capacité de purifier toute source d'eau disponible, des modèles commerciaux locaux pourraient être construits autour de nouvelles techniques, accélérant ainsi leur adoption.
Par exemple, des bédouins de la ville de Dahab, en Égypte, ont installé Water Stellar d'Aqua Danial, qui utilise un capteur solaire thermique mesurant 2 mètres carrés pour distiller 40 à 60 litres par jour à partir de n'importe quelle source d'eau locale. Cette solution est cinq fois plus efficace que les appareils fixes classiques et élimine le besoin de bouteilles en plastique PET polluantes ou de transporter l’approvisionnement en eau.
Au niveau individuel, les habitants des pays développés peuvent se tourner vers eux-mêmes et réduire leur surconsommation, ce qui pèse davantage sur la consommation mondiale d'eau. Les pays développés et les pays en développement peuvent renforcer la protection des écosystèmes, en particulier des zones humides et des zones riveraines. Ces mesures permettront non seulement de préserver le biote, mais également de rendre plus efficace le rinçage et le transport naturels du cycle de l’eau qui rendent les systèmes d’eau plus sains pour l’homme.

## Précisions et développements

### Mécanismes autres que la surexploitation de la ressource en eau
Le stock de neige hivernale est dans l'hémisphère nord une source essentielle d'eau printanière voire estivale pour de nombreux cours d'eau.
Une étude publiée au début de 2017 dans Nature Climate Change conclut qu'un réchauffement du climat en montagne peut (contre-intuitivement) dans certaines régions ralentir la fonte de neige : « moins de neige accumulée sur le sol » fondra plus tôt en saison, mais aussi plus lentement (au lieu de perdurer jusqu'en été et libérer une grande quantité d’eau en fondant rapidement). En effet, l'inertie thermique de la masse de neige sera moindre, et plus tôt en saison les températures nocturnes sont plus basses alors que de jour le soleil est plus bas et chauffe moins. Or une fusion précoce et ralentie de la neige favorise l'évaporation, au détriment des hauts débits normalement générés par la fonte tardive d'une grosse couche de neige qui alimentent les ruisseaux puis les nappes et les cours d'eau (jusqu'à des centaines ou milliers de kilomètres loin en aval).
Une fonte des neiges un peu plus précoce et plus lente est déjà constatée. Elle affecte la qualité et la temporalité du cycle de l'eau, notamment en montagne en Amérique du Nord,.
Ce phénomène devrait se poursuivre et s'amplifier au détriment de la recharge des nappes phréatiques, voire au risque d’interrompre le cycle de l’eau dans certaines régions.
Le stress hydrique induit un risque de fortement diminuer la capacité de puits de carbone des sols forestiers et de dégrader ces sols ainsi que les zones humides, tout en exacerbant le risque de feux de forêt, et en dégradant l'écologie des cours d'eau.